# C. Lykke
Christian Lykke (født 20. april 1815 i Viborg, død 31. december 1875 i Thisted) var en dansk vejinspektør, prokurator og politiker. Lykke blev exam.jur. i 1838. Han blev vejinspektør i Thisted Amt i 1842 og prokurator i Aalborg Stift fra 1854. Han var medlem af Folketinget valgt i Thisted Amts 2. valgkreds (Thistedkredsen) 1849-1852. Han stillede ikke op ved folketingsvalget 1852.